# Grasshopper (rakieta)

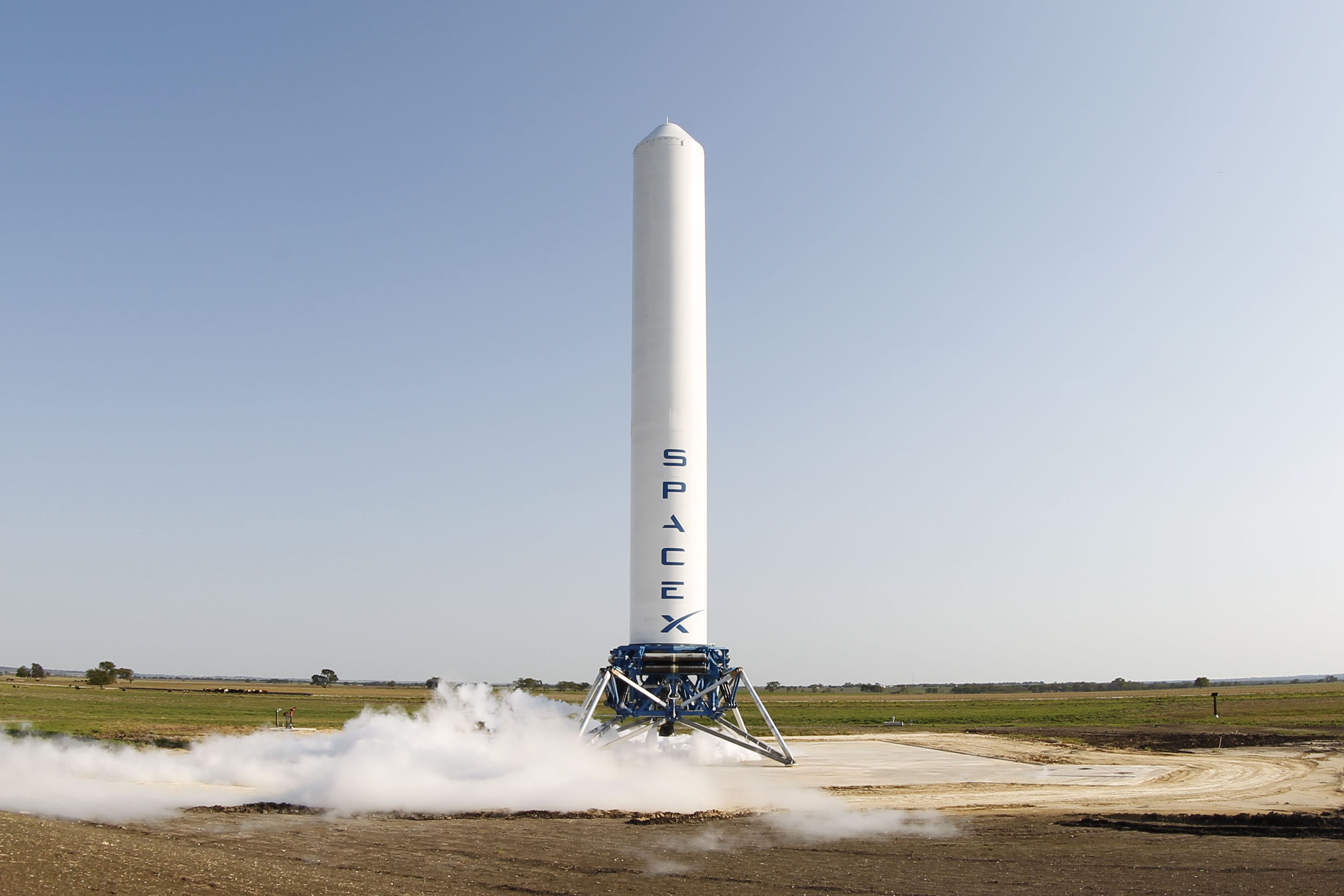
Rakieta Grasshopper

Grasshopper wraz z późniejszym Falcon 9R stanowił demonstrator technologiczny służący do testów konstrukcji umożliwiającej odzyskiwanie pierwszego stopnia rakiety Falcon 9, nie poprzez wyławianie ich z oceanu po odseparowaniu i opuszczeniu na spadochronach, jak realizowano odzysk silników pomocniczych SRB wahadłowców kosmicznych, ale poprzez kontrolowany powrót tego członu na miejsce startu na własnych silnikach. Była to zatem rakieta pionowego startu i lądowania typu VTVL. Wymagało to instalacji odpowiedniego stelaża z rozkładanymi wspornikami, które umożliwiały wylądowanie w pozycji pionowej. Grasshopper był wyposażony w pojedynczy silnik Merlin-1D a Falcon 9R w trzy silniki, podczas gdy w pierwszym stopniu rakiety Falcon 9 znajduje się 9 takich silników.

## Testowe loty

### Grasshopper
Testy Grasshoppera były prowadzone w latach 2012-2013 na stanowisku testowym w McGregor w Teksasie. Przeprowadzono osiem lotów testowych. Najwyższa uzyskana wysokość lotu wyniosła 744 m. Testowane były m.in. właściwości pojazdu w ruchu poziomym, także pod wiatr.
| Nr. testu | Data                | Najwyższa wysokość | Czas trwania | Uwagi                                                                       |
| --------- | ------------------- | ------------------ | ------------ | --------------------------------------------------------------------------- |
| 1         | 21 września 2012    | 1,8 m              | 3 sekundy    | Pierwszy "skok" z prawie pustym zbiornikiem.                                |
| 2         | 1 listopada 2012    | 5,4 m              | 8 sekund     |                                                                             |
| 3         | 17 grudnia 2012     | 40 m               | 29 sekund    | Pierwszy lot z kowbojskim manekinem.                                        |
| 4         | 7 marca 2013        | 80 m               | 34 sekund    | Stosunek ciągu do masy przy lądowaniu był większy niż 1.                    |
| 5         | 17 kwietnia 2013    | 250 m              | 61 sekund    | Zademonstrowano zdolność do utrzymania stabilności przy wietrze.            |
| 6         | 14 czerwca 2013     | 325 m              | 68 sekund    | Nowy zestaw czujników nawigacyjnych, wymagany później dla testów Falcon 9R. |
| 7         | 13 sierpnia 2013    | 250 m              | 60 sekund    | "Divert test" około 100 m bocznego manewru przed powrotem na platformę.     |
| 8         | 7 października 2013 | 744 m              | 79 sekund    | Ostatni lot.                                                                |

### Falcon 9R
Eksperymenty z Grasshopperem posłużyły do skonstruowania w oparciu o konstrukcję rakiety Falcon 9 v1.1 eksperymentalnej rakiety Falcon 9R Reusable Development Vehicles (F9R Dev), która miała kontynuować próby kontrolowanego odzyskiwania pierwszego stopnia rakiety za pomocą pracujących silników, co nie udało się do tej pory żadnej firmie czy agencji kosmicznej[5]. Człon pierwszy rakiety wyposażony jest w rozkładane „nogi” umożliwiające pionowe lądowanie.
Po eksplozji Falcona 9R zrezygnowano już z dalszych testów, drugi egzemplarz rakiety nie został użyty. Niektóre polskie media o tematyce kosmosu błędnie podają nazwę obecnie używanej rakiety, obecnie używaną rakietą nie jest Falcon 9R a Falcon 9 FT.
| Nr. testu | Data             | Rakieta testowa | Miejsce  | Najwyższa wysokość | Uwagi |
| --------- | ---------------- | --------------- | -------- | ------------------ | --- |
| 1         | 17 kwietnia 2014 | F9R Dev1        | McGregor | 250 m              | Zawiśnięcie, boczne manewry i udane lądowanie. |
| 2         | 1 maja 2014      | F9R Dev1        | McGregor | 1000 m             | Zawiśnięcie, boczne manewry i udane lądowanie. |
| 3         | 17 czerwca 2014  | F9R Dev1        | McGregor | 1000 m             | Pierwszy test z "tarkami" służącymi do sterowania rakietą. |
| 4         | 1 sierpnia 2014  | F9R Dev1        | McGregor |                    | |
| 5         | 22 sierpnia 2014 | F9R Dev1        | McGregor |                    | Eksplozja rakiety z powodu zablokowanego sensora. Sensor ten nie był zdublowany w testowej wersji rakiety w przeciwieństwie do pełnoprawnej rakiety Falcon 9. |